# Зоряна вулиця (Київ, Подільський район)
Зо́ряна ву́лиця — вулиця в Подільському районі міста Києва, місцевість Біличе поле. Пролягає від Таврійської до Гомельської вулиці. 
Прилучається Могилів-Подільський провулок.

## Історія
Вулиця виникла у середині XX століття під назвою 108-а Нова. Сучасна назва — з 1944 року. 